# アルメニア語
アルメニア語（アルメニアご、Հայերեն / Հայերէն、ラテン文字化：Hayeren）は、カフカス（コーカサス）地方の一国アルメニアの公用語。言語学的にはインド・ヨーロッパ語族に分類され、この言語だけで独立した一語派を形成している。表記には独自のアルメニア文字が用いられる。

## 言語系統・他の言語との関係
序文で述べたように、アルメニア語は英語（ゲルマン語派に属する）やロシア語（スラブ語派）などのほかの印欧語と違って、単独で「インド・ヨーロッパ語族アルメニア語（派）」という独立した地位を与えられている。
フランスの言語学者アントワーヌ・メイエの指摘したように、アルメニア語はギリシャ語と語源的に並行した類似性を多く保持している。歴史の流れの中で、この言語はたくさんの語彙をペルシャ語（イラン）、次いでギリシャ語（6世紀）、トルコ語（11世紀）、フランス語（十字軍の時代から現代まで）、ラテン語（16世紀から18世紀）、そしてロシア語（現代）から借用してきた。
特にインド・イラン語派イラン語群の1つであるペルシャ語からの借用語が多く、そのため19世紀末頃までアルメニア語も同じくイラン語群に属するものと考えられていた。しかし、ドイツの言語学者ヒュップシュマン(Heinrich Hübschmann)による借用語の分離研究がおこなわれた結果、インド・イラン語派に属さない単独の語派であると考えられるようになった。

## 分類
現在では言語的相違の観点から、歴史的に以下の3つに分けられている。
- 古典アルメニア語（グラバル） - 独自の文字が創製された5世紀から記されるようになり、文学、神学、歴史学、詩学、神秘学そして叙事詩の分野において豊かな成果を残してきた。（ただし、アルメニア文字の発明以前から、別の文字による文献が存在していたといわれる）
- 中世アルメニア語 - およそ11世紀から17世紀のアルメニア語。このころには現在のトルコ南東部のキリキア(Cilicia)地方にキリキア・アルメニア王国(1198年〜1375年)という、アルメニア人による独立国が存在していた。
- 現代アルメニア語 - 主に、次の2つの方言に大別される。
  - 東アルメニア語 - アルメニア共和国の公用語であり、またイラン国内におけるアルメニア人の共同体において話されている。
  - 西アルメニア語 - 主に、国外移住したアルメニア人によって話されている。これは、キリキア・アルメニア王国時代に形成されはじめたキリキア方言が時代とともに変遷してきたものである。

東西方言の違いとして主に次のことがいえる：
- 西方言でいくつかの閉鎖音が音韻推移をおこしたために、東方言と多少発音が異なる（後述）。
- 若干の文法的相違：格変化の形態に若干の違いがある、など
- 東方言はソ連時代に独自に正書法を改正したため、文書表記に違いがある。

例) Հայերեն（東）/ Հայերէն （西） Hayeren 「アルメニア語」、հույս（東）/ յոյս （西） 「希望」、յոթ（東）/ եօթը （西） 「七」
この二方言の中にそれぞれ、細かく分類できる多くの方言をもつ。また、東西方言のどちらにも属さない方言も存在する。

## 話者分布
アルメニア人は多くが多くの国々に離散しているため、アルメニア語話者の総数ははっきりとつかめていない。一説には合計約700万人の話者がおり、その内およそ300万人以上がアルメニア国内とされている。また、アルメニア共和国内も含めてアルメニア人は多言語話者であることが多いといわれる。

### 東方言
アルメニア共和国で公用語に指定されており、その約300万人の国民のほとんどが東方言話者である。ただし彼らの中には英語やロシア語・フランス語など何らかの外国語も話せる人が多いといわれている。
隣国では、東のアゼルバイジャン内のアルメニア人地域ナゴルノ・カラバフで公用語に指定されている。そのほか、ソ連時代に同じ国に所属していたロシアなどにも多くの話者がおり、またトルコ東部やジョージア、イランなどに居住するアルメニア人の間でも使用されている。

### 西方言
西方言は、もともとキリキア地方やその東部（現在のトルコ南部のアダナあたり〜南東部のウルファのある地域）で話されていたが、歴史的事情により話者は多くの国々に移住しており、その人々により使用され続けている。主にアメリカ合衆国やフランスなどの欧米諸国に多くの話者がおり、ついでトルコのイスタンブールや南部・南東部、シリアやレバノンにいる。これらの国のアルメニア人コミュニティーの中で使われ続けている。またトルコからのアルメニア国内への移民の中で使っている者もいる。
中世キリキア・アルメニア王国の衰退時よりムスリム（イスラム教信者）の諸民族からの迫害を受け、それによりアルメニア人の一部は離散（ディアスポラ）し、コンスタンチノープル（現イスタンブール）やバルカン半島、さらには西欧諸国に移住した。その後も移住者は出てきていたが、とりわけ近現代、19世紀末から第1次世界大戦前後にかけてのオスマン帝国によるアルメニア人迫害により、100万人以上が殺害され、他にも数十万人規模の国外移住者が現れた（一部話者はアルメニア共和国に移住）という（「アルメニア人虐殺」を参照）。このオスマン帝国の迫害によりトルコでの話者は激減した。
このような経緯で、現在のトルコには確かに話者はいるが決して多くは存在しておらず、むしろアメリカやフランスなど西欧諸国に多くの西方言話者が存在するという状態である。

## 文字
アルメニア語では、5世紀初頭に発明された独自のアルメニア文字が使用される。字母は38字あり、それぞれに大文字と小文字がある。
また、アルメニア文字の句読点は西欧言語とは形や使用法が若干異なる。句点（日本語の「。」や英語のピリオド）は “:” であらわされ、疑問文などどんな文でもこの字が使われる。また疑問符は英語のように”?”を文末に使うという方法をとらず、“ ՞ ”を相手に問う対象の語にアクセントのような形で付け加える。

## 音韻組織
以降の節における説明は東方言を中心に扱い、西方言との差異を補足的に述べることにする。

### 母音
現代アルメニア語の音声には次のものがある。
|        | 前舌 | 前舌   | 中舌 | 後舌 | 後舌 |
| 非円唇 | 円唇 | 非円唇 | 中舌 | 円唇 |      |
| ------ | ---- | ------ | ---- | ---- | ---- |
| 狭     | i    | ʏ*     |      |      | u    |
| 半狭   | e    |        | ə    |      | o    |
| 半広   | ɛ    | œ*     |      |      |      |
| 広     | a    |        |      |      |      |

*はおおむね西方言にのみ現れる。
文字と音韻の対応は次のとおり。
- ա - /a/
- ի - /ɪ/, /i/
- ը - /ə/（曖昧母音）
- ե - /je/（語頭および母音に続く場合）、/e/あるいは/ɛ/（それ以外）
- է - /e/
- ո - /vo/（語頭）、/o/（それ以外）
- օ - /o/
- ու - /u/（子音の前）、/ov/（母音の前）
- իւ - /iːv/（語尾および母音の前）、/ʏ/（その他）　（西方言のみ）
- էօ - /œ/　（西方言のみ）

なお、重子音がある場合、その間に ը にあたる曖昧母音が表記されずとも発音されることが多い。また語頭の二重子音の種類によっては、語頭に曖昧母音が表記されずとも発音されるものがある。ただし、これらの曖昧母音挿入によって文法上の音節数が増えるとは（一部例外を除き）考えない。東方言では、この表記されない曖昧母音は時に発音されないことがある。

### 子音
アルメニア語における子音としては下表の音素が音韻として存在する。枠中に2つの子音字がある場合は左が無声音、右が有声音で発音されることを表す。また、枠中の1行目は発音のIPAを、2行目は該当するアルメニア文字を、3行目はラテン文字への転写の代表例を示す。
|            | 両唇        | 唇歯          | 歯茎          | 後部 歯茎     | 硬口蓋 | 軟口蓋      | 口蓋垂   | 声門  |
| ---------- | ----------- | ------------- | ------------- | ------------- | ------ | ----------- | -------- | ----- |
| 鼻音       | m մ m       |               | n ն n         |               |        |             |          |       |
| 無気破裂音 | p b պ բ p b |               | t d տ դ t d   |               |        | k ɡ կ գ k g |          |       |
| 有気破裂音 | [pʰ] փ p‘   |               | [tʰ] թ t‘     |               |        | [kʰ] ք k‘   |          |       |
| 摩擦音     |             | f v ֆ վ * f v | s z ս զ s z   | ʃ ʒ շ ժ š ž   |        | x խ x       | [ ʁ] ղ ġ | h հ h |
| 無気破擦音 |             |               | t͡s d͡z ծ ձ c j | t͡ʃ d͡ʒ ճ ջ č ǰ |        |             |          |       |
| 有気破擦音 |             |               | [ t͡sʰ] ց c‘   | [ t͡ʃʰ] չ č‘   |        |             |          |       |
| 接近音     |             |               | ɹ ր r         |               | j յ y  |             |          |       |
| ふるえ音   |             |               | r ռ ṙ         |               |        |             |          |       |
| 側面接近音 |             |               | l լ l         |               |        |             |          |       |

∗ 西方言では վ だけでなく ւ (hiwn) もおおむね [v] の発音を示す。ո および ի 以外の字母の直後にւ がある場合に [v] と発音される。一方東方言の新正書法では、[v] と発音する ւ はすべて վ に変更されている。
アルメニア語の子音における特徴として次のことがあげられる。
1. 破裂音および破擦音においては、各調音点ごとに「無気無声音」「無気有声音」「有気無声音」の3つの音韻の対立がある。たとえば軟口蓋音には կ （/k/,無気無声音）、գ （/ɡ/,無気有声音）、ք （/kʰ/,有気無声音）の3つの音韻があり、それぞれ別の音として認識される。この音韻対立は、古典ギリシア語における閉鎖音の対立（κ, γ, χ など）と同様である。
2. 英語などにおける "r" に対応する子音がアルメニア語には3つある。
  - 英語のような接近音の /ɹ/ -- ր
  - イタリア語のような巻き舌の /r/ – ռ
  - フランス語のように、のどひこを震わせる /ʁ/ – ղ - 古典アルメニア語の暗いLが変化したもの。

これらの中で、単語における登場頻度は接近音の ր が一番高い。英語などでの "l" に対応する լ  があることも考えると、日本語のラ行子音に相当する子音がアルメニア語には4つも存在することになる。なお、インド・ヨーロッパ語族に属するにもかかわらず、借用語を含めてR音の ր が語頭に来ることが非常に少なく、元の言語でR音で始まった言葉は頭に母音が置かれる。例：երանգ「色、影」、արույր「真鍮」。
例外的な読み方として、語末のհを読まないことがある。

#### 東西の子音字の発音の違い
分類の節で述べたとおり、アルメニア語の西方言は中世に音韻変化を起こしたために、破裂音または破擦音をあらわす文字の発音が東方言とは異なる。破裂音および破擦音の文字に関して東西の発音の対応関係を示すと、次表のようになる。
| 東方言     | ↔                       | 西方言     |
| ---------- | ----------------------- | ---------- |
| 無気無声音 | պ、տ、կ、ծ、ճ           | 無気有声音 |
| 無気有声音 | բ、դ、գ、ձ、ջ           | 有気無声音 |
| 有気無声音 | 変化なし：փ、թ、ք、ց、չ | 有気無声音 |

具体例を示せば、東方言において կ, գ, ք がそれぞれ /k/, /ɡ/, /kʰ/ と発音されるのに対し、西方言ではそれぞれ /ɡ/, /kʰ/, /kʰ/ と発音され、とくに գ と ք の発音に違いがなくなる。同様に、ծ, ձ, ց が東方言ではそれぞれ / t͡s /, / d͡z /, / t͡sʰ/ と発音されるのに対し、西方言ではそれぞれ/ d͡z /, / t͡sʰ/, / t͡sʰ/ となる。
そのほか、յ について一部発音が異なる。西方言では յ が語頭にくるときは /h/ と発音する。また語尾の -յ は一部の単語を除いて発音されない。一方、東方言の新正書法では յ を一律に /j/ と発音するよう、語頭の յ を հ に替えたり語尾の無音の յ を省いたりして改正されている。

### アクセント
アルメニア語のアクセントは強弱アクセントであり、原則的に単語の最終音節におかれる。ただし、語尾が -ը (/ə/)の場合はその前の音節におかれる。

## 語彙
周辺のイラン語群、チュルク諸語とコーカサス諸語からの借用語が多い。また、固有語の接頭辞、接尾辞で作られた複合語も多く使われる。
- դասընկեր（クラスメート）← դաս（クラス）+ ընկեր（友達）
- դասագիրք（教科書）← դաս（クラス）+ ա（の）+ գիրք（本）
- գարեջուր（ビール）← գարի（オオムギ）+ ա（の）+ ջուր（水）
- բուսակեր（ベジタリアン）← բույս（植物）+ ա（の）+ կեր（食糧）
- հեռախոս（電話）← հեռա-（遠い）+ խոսել（話す）
- հանրագիտարան（百科事典）← հանուր（全部の）+ ա（の）+ գիտել（知る）+ -արան（の場所）
- քաղաքականություն（政治）← քաղաք（都市）+ -ական（形容詞化語尾）+ -ություն（抽象名詞語尾）

| 接尾辞             | 意味     | 例                                                                                       |
| ------------------ | -------- | ---------------------------------------------------------------------------------------- |
| -իկ / -ակ          | 指小辞   | տատիկ（お婆ちゃん、տատは「祖母」）、պապիկ（お爺ちゃん、պապは「祖父」）                   |
| -իչ                | 〜する人 | նկարիչ（画家、նկարは「絵」）、ուսուցիչ（教師、ուսուցանելは「教える」）                   |
| -իչ                | 〜する物 | գրիչ（ペン、գրեմは「書く」）、համակարգիչ（コンピュータ、համակարգは「システム」）         |
| -եղեն              | 〜の類   | բանջարեղեն（野菜類、բանջարは「野菜」）                                                   |
| -արան              | 場所     | դասարան（教室、դասは「クラス」）、պահարան（戸棚、պահելは「保存する」）                   |
| -(ան)ոց            | 収容施設 | հյուրանոց（ホテル、հյուրは「客」）、բազմոց（ソファー、բազմելは「座る」）                 |
| -որդ               | 職業     | որսորդ（猟師、որսは「狩り」）、վարորդ（運転手、վարելは「運転する」）                     |
| -բան / -գետ / -տես | 学者     | լեզվաբան（言語学者、լեզուは「言語」）、քաղաքագետ（政治学者、քաղաքは「都市」）            |
| -ագույն            | 色       | նարնջագույն（オレンジ色、նարինջは「オレンジ」）、վարդագույն（ピンク、վարդは「バラ」）    |
| -ենի               | 木       | խնձորենի（リンゴの木、խնձորは「リンゴ」）、ծիրանենի（杏の木、ծիրանは「杏」）             |
| -ական              | 形容詞化 | լեզվական（言語の、լեզուは「言語」）、հայկական（アルメニア人の、Հայկは「アルメニア人」）  |
| -ային              | 形容詞化 | ձմեռային（冬の、ձմեռは「冬」）、գիշերային（夜の、գիշերは「夜」）                         |
| -յան               | 形容詞化 | արեւելյան（東の、արևելքは「東」）、արևմտյան（西の、արևմուտքは「西」）                    |
| -ե                 | 材質     | ոսկե（金製の、ոսկիは「金」）                                                             |
| -յա                | 材質     | երկաթյա（鉄製の、երկաթは「鉄」）、բրդյա（羊毛の、բուրդは「羊毛」）                       |
| -ավոր              | 性質     | նշանավոր（有名な、նշանは「印」）、վիրավոր（傷付いた、վերքは「傷」）                      |
| -անք               | 名詞化   | երազանք（夢、երազելは「夢見る」）、զբոսանք（散歩、զբոսնելは「散歩する」）                |
| -ք                 | 名詞化   | վազք（ランニング、վազելは「走る」）、խոսք（スピーチ、խոսելは「話す」）                   |
| -ույթ              | 名詞化   | մշակույթ（文化、մշակելは「加工する」）、երևույթ（現象、երևալは「現れる」）               |
| -(ել / ալ)ի        | 形容詞化 | հաճելի（喜ばしい、հաճելは「喜ぶ」）、սիրելի（愛しい、սիրելは「愛する」）                 |
| -ապես              | 副詞化   | մոտավորապես（約、մոտավորは「およその」）                                                 |
| -որեն              | 副詞化   | խորամանկորեն（ずるく、խորամանկは「ずるい」）                                             |
| -ովին              | 副詞化   | լիովին（全体的に、լիは「全体の」）、բոլորովին（全く、բոլորは「全部の」）                 |
| -ակի               | 形容詞化 | կողմնակի（外部の、կողմは「側」）                                                         |
| -ան                | 人、物   | դերասան（役者、դերは「役」、ասելは「言う」）、փական（バルブ、փակելは「閉める」）         |
| -արար              | 派生語   | արագարար（アクセル、արագは「速い」）、ցուցարար（抗議者、ցույցは「デモ」）                |
| -եղ                | 形容詞化 | ուժեղ（強い、ուժは「力」）、հյութեղ（水分が多い、հյութは「汁」）                         |
| -իք                | 派生語   | գործիք（道具、գործは「仕事」）、ուտելիք（食事、ուտելは「食べる」）                       |
| -յալ               | 形容詞化 | անցյալ（過去の、անցは「過ぎた」）                                                        |
| -ոտ                | 〜多い   | կեղտոտ（汚い、կեղտは「汚れ」）                                                           |
| -ու                | 形容詞化 | ազդու（影響力のある、ազդելは「影響する」）、կծու（刺激的な、կծելは「刺激する」）         |
| -կոտ               | 形容詞化 | զարհուրկոտ（恐れやすい、զարհուրելは「怯える」）                                          |
| -(յ)ուն            | 形容詞化 | կպչուն（ネバネバする、կպչելは「くっつく」）、ծավալուն（ボリュームのある、ծավալは「量」） |
| -(յ)ուն            | 名詞化   | թռչուն（鳥、թռչելは「飛ぶ」）、հնչյուն（音、հնչելは「鳴る」）                            |
| -ունդ              | 名詞化   | ծնունդ（誕生、ծնվելは「生まれる」）                                                      |
| -ուստ              | 名詞化   | կորուստ（損失、կորչելは「失う」）、հագուստ（衣服、հագնելは「着る」）                     |
| -ություն           | 抽象名詞 | պետություն（国、պետは「ボス」）                                                          |
| 接頭辞             | 意味     | 例                                                                                       |
| արտ(ա)-            | 外へ     | արտասահման（外国、սահմանは「境界」）、արտարժույթ（外貨、արժույթは「通貨」）              |
| գեր(ա)-            | 最高の   | գերագնահատել（過大評価する、գնահատելは「評価する」）                                     |
| ենթ(ա)-            | 下の     | ենթակառուցվածք（インフラ、կառուցվածքは「構造」）                                         |
| թեր(ա)-            | 不完全な | թերակղզի（半島、կղզիは「島」）                                                           |
| հակ(ա)-            | 逆の     | հակահեղափոխություն（反革命、հեղափոխությունは「革命」）                                   |
| համա-              | 全部の   | համալսարան（大学、լսելは「聴く」）、համաշխարհային（全世界の、աշխարհは「世界」）          |
| հանրա-             | 全部の   | հանրապետություն（共和国、պետությունは「国」）、հանրագիտարան（百科事典、գիտելは「知る」） |
| մակ-               | 〜の上に | մակերես（表面、երեսは「顔」）、մականուն（あだ名、անունは「名前」）                       |
| նախ(ա)-            | 前の     | նախաճաշ（朝食、ճաշは「昼食」）                                                           |
| ներ-               | 中の     | ներգաղթել（国内へ移住する、գաղթելは「移住する」）                                        |
| վեր(ա)-            | 再び     | Վերածնունդ（ルネサンス、ծնունդは「誕生」）                                               |
| ստոր(ա)-           | 下の     | ստորգետնյա（地下の、գետինは「大地」）、ստորագրել（署名する、գրելは「書く」）             |
| փոխ(ա)-            | 相互、副 | փոխնախագահ（副大統領、նախագահは「大統領」）                                              |
| ան-                | 否定     | անտուն（ホームレスの、տունは「家」）                                                     |
| տ-                 | 否定     | տկար（弱い、կարは「力」）、տգեղ（醜い、գեղは「美」）                                     |
| ապ-                | 否定     | ապօրինի（非合法な、օրինականは「合法な」）                                                |
| դժ-                | 否定     | դժգոհ（不満な、գոհは「満足な」）、դժբախտ（不幸な、բախտは「幸運」）                       |

## 文法
平叙文での基本的な語順は、主語 - 目的語 - 動詞のSOV型である。またこの語順は疑問文においても文型は同じSOVである。ただ、アルメニア語の場合は西欧の諸言語に較べて若干語順が自由である。
また下に例示するように、アルメニア語は多くの印欧語族の言語と同じく屈折語であり、名詞や動詞などが文中におけるそれぞれの役割に応じて語尾変化する。

### 名詞・代名詞
英語以外の印欧語ではかなり珍しい事に、名詞・代名詞の性が消えている。これは隣に位置するコーカサス諸語の影響と考えられている。ただし、数の区別はあり、名詞などに単数・複数の区別がある。一般的に、名詞は単音節語の場合語尾に -եր(-er)、多音節語の場合は -ներ(-ner) を付加することで複数形となる。単音節語で幹母音がi uの弱母音の場合は複数形にする時に弱化し表記上は脱落し、発声上では曖昧母音になる。また、մարդ/մարդիք(mard/mart'ik', 人)のような不規則形もある。
また、生物的性別のある人物などは女性接尾辞の -ուհի で女性を指す言葉になる。例えば、ուսուցիչ（usuc‘ič‘、教師）はուսուցչուհի（usuc‘č‘uhi、女教師）となる。
長い間同じ語派に属すると考えられていた現代ペルシア語とちがい、アルメニア語には名詞の格変化がある。すなわち、アルメニア語には主格・対格・属格・与格・奪格・具格・処格の7つの格があり（西方言には処格はなく6つ）、名詞の語尾は文におけるそれぞれの役割に応じて適切な格を表すよう変化する。ただし、現代の東アルメニア語では与格形は属格形と同形であるほか、また、活動体の名詞は意味上の制約により、処格が存在しない。
対格
不活動体の対格が主格と、活動体の対格が与格とそれぞれ同形になる（西方言では対格が動物性と関係なく、いずれも主格と同形）。場所を表す名詞の無冠詞の対格が方向を表す。
属格/与格
ի(i)をつけるものが多い。複数形を作る際に幹母音脱落が起きる場合は属格の形成でも生じる。եで終わる単語には表記されない渡り音ヨッドが挿入され、աもしくはոで終わる単語については渡り音յが挿入される。ուで終わる単語は、これをվにかえてիをつける。主格がիで終わる場合、及びそうでなくても一部の名詞では例外的に、それをուにすると属格になる。ただし、ուで終わる名詞であっても語尾変化ではなく、幹母音や最終母音をաに変えて属格になるものもある。また、主格形にանをつけて属格を作るものもある。時間に関する名詞はվաを後置する。家族関係を表す語の一部では幹母音այをոに変更するものや、ոշを後置するものがある。なお、N G語順である。
奪格
基本変化、ու変化、վա変化、ո変化、ոշ変化ではցを後置し、ա変化、ան変化ではիցを後置する。
具格
基本変化、ու変化、ո変化、ոշ変化では属格形からիを除いてովを後置し、վա変化、ա変化、ան変化では主格形にովを後置する。
処格
基本的にはումを後置する。
また、一人称単数と二人称単数の所有を表す時に、格語尾の後に所有接辞が付けられる。例：սարս（sars、私の山）、սարդ（sart'、あなたの山）、սարերս（sarers、私の山々）。
| 格        | սար（sar、山）  | սար（sar、山）      | սառնարան（saṙnaran、冷蔵庫） | սառնարան（saṙnaran、冷蔵庫）    | մարդ（mard、人、男） | մարդ（mard、人、男）       | մայր（mayr、母） | մայր（mayr、母）      |
| 格        | 単数            | 複数                | 単数                         | 複数                            | 単数                 | 複数                       | 単数             | 複数                  |
| --------- | --------------- | ------------------- | ---------------------------- | ------------------------------- | -------------------- | -------------------------- | ---------------- | --------------------- |
| 主格      | սար（sar）      | սարեր（sarer）      | սառնարան（saṙnaran）         | սառնարաններ（saṙnaranner）      | մարդ（mard）         | մարդիկ（mardik）           | մայր（mayr）     | մայրեր（mayrer）      |
| 対格      | սար（sar）      | սարեր（sarer）      | սառնարան（saṙnaran）         | սառնարաններ（saṙnaranner）      | մարդու（mardu）      | մարդկանց（mardkanc‘）      | մոր（mor）       | մայրերի（mayreri）    |
| 属格/与格 | սարի（sari）    | սարերի（sareri）    | սառնարանի（saṙnarani）       | սառնարանների（saṙnaranneri）    | մարդու（mardu）      | մարդկանց（mardkanc‘）      | մոր（mor）       | մայրերի（mayreri）    |
| 奪格      | սարից（saric‘） | սարերից（sareric‘） | սառնարանից（saṙnaranic‘）    | սառնարաններից（saṙnaranneric‘） | մարդուց（marduc‘）   | մարդկանցից（mardkanc‘ic‘） | մորից（moric‘）  | մայրերից（mayreric‘） |
| 具格      | սարով（sarov）  | սարերով（sarerov）  | սառնարանով（saṙnaranov）     | սառնարաններով（saṙnarannerov）  | մարդով（mardov）     | մարդկանցով（mardkanc‘ov）  | մորով（morov）   | մայրերով（mayrerov）  |
| 処格      | սարում（sarum） | սարերում（sarerum） | սառնարանում（saṙnaranum）    | սառնարաններում（saṙnarannerum） | なし                 | なし                       | なし             | なし                  |

| 格   | 一人称                                 | 一人称                                 | 二人称                                   | 二人称                                 | 三人称                 | 三人称                           | 三人称再帰代名詞      | 三人称再帰代名詞     |
| 格   | 単数                                   | 複数                                   | 単数                                     | 複数（=単数尊敬語）                    | 単数                   | 複数                             | 単数                  | 複数                 |
| ---- | -------------------------------------- | -------------------------------------- | ---------------------------------------- | -------------------------------------- | ---------------------- | -------------------------------- | --------------------- | -------------------- |
| 主格 | ես（es）                               | մենք（menk‘）                          | դու（du）                                | դուք（duk‘）                           | նա（na）               | նրանք（nrank‘）                  | ինքը（ink‘ë）         | իրենք（irenk‘）      |
| 対格 | ինձ（inj）                             | մեզ（mez）                             | քեզ（k‘ez）                              | ձեզ（jez）                             | նրան（nran）           | նրանց（nranc‘）                  | իրեն（iren）          | իրենց（irenc‘）      |
| 属格 | իմ（im）                               | մեր（mer）                             | քո（k‘o）                                | ձեր（jer）                             | նրա（nra）             | նրանց（nranc‘）                  | իր / յուր（ir / yur） | իրենց（irenc‘）      |
| 与格 | ինձ（inj）                             | մեզ（mez）                             | քեզ（k‘ez）                              | ձեզ（jez）                             | նրան（nran）           | նրանց（nranc‘）                  | իրեն（iren）          | իրենց（irenc‘）      |
| 奪格 | ինձնից / ինձանից（injnic‘ / injanic‘） | մեզնից / մեզանից（meznic‘ / mezanic‘） | քեզնից / քեզանից（k‘eznic‘ / k‘ezanic‘） | ձեզնից / ձեզանից（jeznic‘ / jezanic‘） | նրանից（nranic‘）      | նրանցից（nranc‘ic‘）             | իրենից（irenic‘）     | իրենցից（irenc‘ic‘） |
| 具格 | ինձնով / ինձանով（injnov / injanov）   | մեզնով / մեզանով（meznov / mezanov）   | քեզնով / քեզանով（k‘eznov / k‘ezanov）   | ձեզնով / ձեզանով（jeznov / jezanov）   | նրանով（nranov）       | նրանցով（nranc‘ov）              | իրենով（irenov）      | իրենցով（irenc‘ov）  |
| 処格 | ինձնում / ինձանում（injnum / injanum） | մեզնում / մեզանում（meznum / mezanum） | քեզնում / քեզանում（k‘eznum / k‘ezanum） | ձեզնում / ձեզանում（jeznum / jezanum） | նրանում（nranum）      | նրանցում（nranc‘um）             | իրենում（irenum）     | իրենցում（irenc‘um） |
| 格   | これ                                   | これ                                   | それ                                     | それ                                   | あれ                   | あれ                             |                       |                      |
| 格   | 単数                                   | 複数                                   | 単数                                     | 複数                                   | 単数                   | 複数                             |                       |                      |
| 主格 | սա（sa）                               | սրանք（srank‘）                        | դա（da）                                 | դրանք（drank‘）                        | նա（na）               | նրանք（nrank‘）                  |                       |                      |
| 対格 | սրան / սա（sran / sa）                 | սրանց / սրանք（sranc‘ / srank‘）       | դրան / դա（dran / da）                   | դրանց / դրանք（dranc‘ / drank‘）       | նրան / նա（nran / na） | նրանց / նրանք（nranc‘ / nrank‘） |                       |                      |
| 属格 | սրա（sra）                             | սրանց（sranc‘）                        | դրա（dra）                               | դրանց（dranc‘）                        | նրա（nra）             | նրանց（nranc‘）                  |                       |                      |
| 与格 | սրան（sran）                           | սրանց（sranc‘）                        | դրան（dran）                             | դրանց（dranc‘）                        | նրան（nran）           | նրանց（nranc‘）                  |                       |                      |
| 奪格 | սրանից（sranic‘）                      | սրանցից（sranc‘ic‘）                   | դրանից（dranic‘）                        | դրանցից（dranc‘ic‘）                   | նրանից（nranic‘）      | նրանցից（nranc‘ic‘）             |                       |                      |
| 具格 | սրանով（sranov）                       | սրանցով（sranc‘ov）                    | դրանով（dranov）                         | դրանցով（dranc‘ov）                    | նրանով（nranov）       | նրանցով（nranc‘ov）              |                       |                      |
| 処格 | սրանում（sranum）                      | սրանցում（sranc‘um）                   | դրանում（dranum）                        | դրանցում（dranc‘um）                   | նրանում（nranum）      | նրանցում（nranc‘um）             |                       |                      |

西アルメニアの主な区別は処格がないことの他に、奪格語尾は -ից ではなく、 -է である。また、普通名詞の複数形の属格/与格語尾も -ի ではなく、 -ու である。

### 冠詞・形容詞・副詞
定冠詞のը/ն（ë/n）のみがあり、後置冠詞である。ըは閉音節語、նは開音節語に使われる。例：սար（sar、山）はսարը（sarë）となる。なお、名詞の与格形は定性の時、属格形に定冠詞を付けたケースが多い（例：սարի属格、սարին定性与格）。
形容詞の格変化は消失した。また、形容詞をそのまま副詞として使ったり、後置冠詞をつけて名詞化したりすることが多い。例：լավ（lav、良い・良く）はլավը（lavë、良いこと）となる。ավելիを前置して比較級を構成する。

### 動詞
発音により基本的に2種類の動詞があり、原形の語尾はそれぞれ -ել と -ալ である。動詞の時制には、現在、未来、未完了過去、完了過去、単純過去、大過去、過去未来の7つの時制がある。多くの変化には「である」「ある」を意味する繋辞 լինել（linel）の人称変化形を付ける必要がある。また、否定形は、繋辞の人称変化形の前に否定の接頭辞 չ-（č‘-）を付ける。
叙法としては直説法のほかに、接続法、条件法、義務法がある。
動詞の語幹にցնをつけると他動詞/使役動詞にすることができる。
受動語尾として、ել動詞の大半はելの前にվを挿入する。ալ動詞と不規則動詞は過去語幹にしてվを入れる。再帰動詞ともにた中動的な意味をもつ場合もある。
進行分詞
原型からել(el)あるいはալ(al)を取り除き、ում(um)に置き換えることで基本的には得られるが、գալ(gal, 来る) լալ(lal, 泣く) տալ(tal, 与える)の場合はգալիս(galis) լալիս(lalis) տալիս(talis)となる。また、ունենալ/ունել(unenal/unel, 持っている)の現在形の場合はուն(un)の後に空白を開けずに直接人称変化をつける。ただし、三人称単数はունի(uni)となる。
完了分詞
ել動詞は原形と同じ。ալ動詞は語尾をացելにする。
現在分詞
ել動詞は現在幹に、ալ動詞は過去語幹にողをつける。
付帯分詞
原型にիսをつける。
| 時制                   | 作り方                                                                           | գրել（grel、書く） | կարդալ（kardal、読む） |
| ---------------------- | -------------------------------------------------------------------------------- | ------------------ | ---------------------- |
| 現在                   | 進行分詞 + 繋辞 լինել の現在の人称変化（եմ、ես、է、ենք、եք、են）                 | գրում（grum）      | կարդում（kardum）      |
| 未来                   | 不定詞の属格形 + 繋辞 լինել の現在の人称変化（եմ、ես、է、ենք、եք、են）           | գրելու（grelu）    | կարդալու（kardalu）    |
| 未完了過去             | 進行分詞 + 繋辞 լինել の未完了過去の人称変化（էի、էիր、էր、էինք、էիք、էին）      | գրում（grum）      | կարդում（kardum）      |
| 完了過去               | 完了分詞 + 繋辞 լինել の現在の人称変化（եմ、ես、է、ենք、եք、են）                 | գրել（grel）       | կարդացել（kardac‘el）  |
| 単純過去（アオリスト） | 過去形                                                                           | 後述               | 後述                   |
| 大過去                 | 完了分詞 + 繋辞 լինել の未完了過去の人称変化（էի、էիր、էր、էինք、էիք、էին）      | գրել（grel）       | կարդացել（kardac‘el）  |
| 過去未来               | 不定詞の属格形+ 繋辞 լինել の未完了過去の人称変化（էի、էիր、էր、էինք、էիք、էին） | գրելու（grelu）    | կարդալու（kardalu）    |

|        |      | գրել（grel、書く）             | գրել（grel、書く）                    | կարդալ（kardal、読む）             | կարդալ（kardal、読む）                    |
| 単数   | 複数 | 単数                           | 複数                                  |                                    |                                           |
| ------ | ---- | ------------------------------ | ------------------------------------- | ---------------------------------- | ----------------------------------------- |
| 一人称 | 肯定 | ես գրում եմ （es grum em）     | մենք գրում ենք （menk‘ grum enk‘）    | ես կարդում եմ （es kardum em）     | մենք կարդում ենք （menk‘ kardum enk‘）    |
| 一人称 | 否定 | ես չեմ գրում （es č‘em grum）  | մենք չենք գրում （menk‘ č‘enk‘ grum） | ես չեմ կարդում （es č‘em kardum）  | մենք չենք կարդում （menk‘ č‘enk‘ kardum） |
| 二人称 | 肯定 | դու գրում ես （du grum es）    | դուք գրում եք （duk‘ grum ek‘）       | դու կարդում ես （du kardum es）    | դուք կարդում եք （duk‘ kardum ek‘）       |
| 二人称 | 否定 | դու չես գրում （du č‘es grum） | դուք չեք գրում （duk‘ č‘ek‘ grum）    | դու չես կարդում （du č‘es kardum） | դուք չեք կարդում （duk‘ č‘ek‘ kardum）    |
| 三人称 | 肯定 | նա գրում է （na grum ē）       | նրանք գրում են （nrank‘ grum en）     | նա կարդում է （na kardum ē）       | նրանք կարդում են （nrank‘ kardum en）     |
| 三人称 | 否定 | նա չի գրում （na č‘i grum）    | նրանք չեն գրում （nrank‘ č‘en grum）  | նա չի կարդում （na č‘i kardum）    | նրանք չեն կարդում （nrank‘ č‘en kardum）  |

|        |      | գրել（grel、書く）           | գրել（grel、書く）                  | կարդալ（kardal、読む）           | կարդալ（kardal、読む）                  |
| 単数   | 複数 | 単数                         | 複数                                |                                  |                                         |
| ------ | ---- | ---------------------------- | ----------------------------------- | -------------------------------- | --------------------------------------- |
| 一人称 | 肯定 | ես գրեցի （es grec‘i）       | մենք գրեցինք （menk‘ grec‘ink‘）    | ես կարդացի （es kardac‘i）       | մենք կարդացինք （menk‘ kardac‘ink‘）    |
| 一人称 | 否定 | ես չգրեցի （es č‘grec‘i）    | մենք չգրեցինք （menk‘ č‘grec‘ink‘） | ես չկարդացի （es č‘kardac‘i）    | մենք չկարդացինք （menk‘ č‘kardac‘ink‘） |
| 二人称 | 肯定 | դու գրեցիր （du grec‘ir）    | դուք գրեցիք （duk‘ grec‘ik‘）       | դու կարդացիր （du kardac‘ir）    | դուք կարդացիք （duk‘ kardac‘ik‘）       |
| 二人称 | 否定 | դու չգրեցիր （du č‘grec‘ir） | դուք չգրեցիք （duk‘ č‘grec‘ik‘）    | դու չկարդացիր （du č‘kardac‘ir） | դուք չկարդացիք （duk‘ č‘kardac‘ik‘）    |
| 三人称 | 肯定 | նա գրեց （na grec‘）         | նրանք գրեցին （nrank‘ grec‘in）     | նա կարդաց （na kardac‘）         | նրանք կարդացին （nrank‘ kardac‘in）     |
| 三人称 | 否定 | նա չգրեց （na č‘grec‘）      | նրանք չգրեցին （nrank‘ č‘grec‘in）  | նա չկարդաց （na č‘kardac‘）      | նրանք չկարդացին （nrank‘ č‘kardac‘in）  |

命令法
ել動詞の場合は、単数でի՝ր、複数でի՝քをつける。ալ動詞は 単数でա՝、複数でաց՝եքをつける。ただし語幹が大きく変わるものもある。
接続法
現在形はել動詞の場合は-եմ -ես -ի -ենք -եք -են、ալ動詞の場合は-ամ -աս -ա -անք -աք -ան。
過去形はել動詞の場合は-եի -եիր -իր -եինք -եիք -եին、ալ動詞の場合は-այի -այիր -ար -այինք -այիք -ային。
条件法
現在形は肯定形は接続法にկ-を前置する。

## 参考資料
1. 1 2 3 4 5 6  岸田泰浩 (3 2018). “現代アルメニア語はどのような言語か -その地域的特徴-”. ユーラシア諸言語の多様性と動態 (20):  227-280.
2. ↑  『平成25年度言語研修アルメニア語 (東) 研修テキスト』東京外国語大学アジア・アフリカ言語文化研究所、2013年。doi:10.15026/95077。hdl:10108/95077。ISBN 9784863371408。 NCID BB17916845。
3. 1 2 3 4  吉村貴之『平成25年度言語研修アルメニア語（東）研修テキスト1 東アルメニア語文法Ⅰ』東京外国語大学アジア・アフリカ言語文化研究所、2013年。doi:10.15026/95079。ISBN 9784863371385。 NCID BB17916845。2022年1月10日閲覧。
4. ↑  DORA SAKAYAN. “EASTERN ARMENIAN FOR THE ENGLISH-SPEAKING WORLD”.   YEREVAN STATE UNIVERSITY. 2021年7月16日閲覧。
5. 1 2  吉村貴之『平成25年度言語研修アルメニア語（東）研修テキスト2 東アルメニア語文法Ⅱ』東京外国語大学アジア・アフリカ言語文化研究所、2013年。doi:10.15026/95078。ISBN 9784863371392。 NCID BB17916845。2022年1月10日閲覧。